# Stephen Schwartz (patologista)
Stephen Schwartz (1 de janeiro de 1942 — 17 de março de 2020) foi um médico patologista norte-americano da Universidade de Washington. Ele pesquisou biologia vascular, investigando a estrutura dos vasos sanguíneos e células musculares lisas.
Rrecebeu um bacharelado em biologia pela Universidade de Harvard em 1963 e um doutorado em medicina pela Universidade de Boston em 1967. Foi Chefe Associado de Patologia no United States Navy Medical Center de 1973 a 1974.
Na Universidade de Washington, ele foi professor assistente de patologia de 1974 a 1979, professor associado de 1979 a 1984 e, em seguida, professor titular de 1984 até sua morte. Ele era professor adjunto nos departamentos de medicina e bioengenharia. Ajudou a fundar a Organização Norte-Americana de Biologia Vascular.
Morreu, vítima de COVID-19 em 17 de março de 2020 aos 78 anos.